# Robert Redfield
Robert Redfield (Chicago, Illinois, Estados Unidos, 4 de diciembre de 1897 - 16 de octubre de 1958) fue un antropólogo y etnolingüista estadounidense. Nació en Chicago, la ciudad donde se fundó la escuela más importante del pensamiento sociológico durante las primeras décadas del siglo XX.

## Biografía
Era hijo de una aristócrata danesa y un jurista, y este origen social le distinguía de los diplomados en Sociología de su generación.
Redfield no fue un antropólogo de origen, ya que primero se recibió como abogado la Universidad de Chicago en 1921, una vez graduado empezó a trabajar en el bufete de su padre. Descontento con el ejercicio de abogacía viajó a México donde conoció a uno de los antropólogos más reconocidos de ese momento: Manuel Gamio. El contacto con Gamio, así como las circunstancias políticas de ese momento, producto de la Revolución mexicana, estimuló en Redfield un creciente interés por la investigación social de corte antropológico. 
Al regresar a Chicago su suegro Robert Ezra Park (distinguido sociólogo), lo convenció para que estudiara antropología. Hacia 1924 Redfield inició su posgrado en Antropología en la Universidad de Chicago. La escuela de Chicago fue la fuente de inspiración e influencia en el pensamiento de Redfield. Sin embargo sus ideas evolucionaron gracias al trabajo de campo que realizó en Tepoztlán a partir de 1926 donde comenzó sus investigaciones etnográficas y así la configuración de su pensamiento teórico. 
En 1927 Redfield se integró al equipo de investigación de la Universidad de Chicago y en 1929 recibió su título de doctor. En 1930 fue invitado como colaborador de Instituto Carnegie of Washington, período en que combinó sus actividades académicas con el trabajo de campo en Yucatán y Guatemala durante 16 años. Durante su trabajo en la Península de Yucatán unió esfuerzos con el prestigiado antropólogo y etnólogo mexicano Alfonso Villa Rojas.
En 1953 le fue concedido el título “Robert Maynard Hutchins” por su labor investigadora y docente. Además impulsó un programa de ayuda e información entre investigadores para hablar y conocer a través de estudios comparativos de diferentes sociedades. 
Redfield hizo grandes aportes a la Antropología porque pudo construir un discurso producto de la combinación entre la teoría antropológica y sociológica durante los trabajos de investigación y de campo que realizó en los años que estuvo en Centroamérica. La influencia de este antropólogo sigue siendo vigente porque fue uno de los pioneros de la antropología jurídica. 
Fue presidente de la American Anthropological Association en 1944, y miembro de Committee to frame a World Constitution en 1945-47, también fue huésped de Board of the Social Science Foundation en Denver durante 1948-55 
Robert Redfield murió el 16 de octubre de 1958 en la ciudad de Chicago a la edad de 61 años. Se cuentan varios escritos entre artículos y libros entre los cuales se encuentran:
- El Calpulli barrio en un pueblo mexicano actual (1928)
- Primitive Marchants of Guatemala, en Quaterly Journal of Interamerican elations. Vol. 1, N.º 4, octubre (1939)
- The Folk Culture of Yucatán (1941)
- A Village that Chose Progress (1950)
- The Primitive World and Its transformations (1953
- The little Community Viewpoints for the Study of a Human Whole (1955)
- Peasant Culture and Society (1956)